# Odoryk
Odoryk – imię męskie pochodzenia germańskiego, którego patronem jest bł. Odoryk z Pordenone.
Odoryk imieniny obchodzi 14 stycznia.